# Duc de Somerset
Les titres de comte et duc de Somerset ont été créés plusieurs fois dans la pairie d'Angleterre. Ils sont relatifs au comté de Somerset, et ont été liés à deux familles, les Beaufort et les Seymour.
Le seul titre subsidiaire du duc est baron Seymour, qui est utilisé comme titre de courtoisie par son fils aîné.

## Histoire du titre
Guillaume de Mohun de Dunster était un partisan de Mathilde l'Emperesse, durant la guerre civile qui opposa cette dernière au roi Étienne. Il fut créé comte de Somerset en 1141, quand l'Emperesse était souveraine du royaume. Le titre ne fut pas reconnu par Étienne puis Henri II, le fils de l'Emperesse, et ses descendants n'utilisèrent pas le titre.

## Comte de Somerset, première création (1141)
- 1141 – 1er : Guillaume de Mohun († avant 1155).

## Comte de Somerset, deuxième création (1397)

armoiries des comtes puis ducs de Somerset de la famille Beaufort

- 1397-1410 – 1er : Jean Beaufort († 1410), marquis de Dorset. Fils aîné de Jean de Gand ;
- 1410-1418 – 2e : Henri Beaufort (1401-1418). Fils du précédent ;
- 1418-1444 – 3e : Jean Beaufort (1404-1444), comte de Kendall. Devint duc de Somerset en 1443. Frère du précédent ;
- 1444-1455 – 4e : Edmond Beaufort (1406-1455). Devint duc de Somerset en 1448.

## Duc de Somerset, première création (1443)
- 1443-1444 – 1er : Jean Beaufort (1404-1444), comte de Kendall et comte de Someset.

## Duc de Somerset, deuxième création (1448)
- 1448-1455 – 1er : Edmond Beaufort (1406-1455), 1er marquis de Dorset (1443), comte de Somerset (1444) ;
- 1455-1464 – 2e : Henri Beaufort (1436-1464), hérite des titres de son père. Fils du précédent.

Titres confisqués par Édouard IV. Edmond porte néanmoins le titre et est désigné ainsi par les lancastriens.
- 1464-1471 – 3e : Edmond Beaufort (vers 1439-1471), duc de Somerset. Frère du précédent.

## Duc de Somerset, troisième création (1499)
- 1499-1500 – 1er : Edmond Tudor (1499-1500), troisième fils d'Henri VII.

## Duc de Somerset, quatrième création (1525)
- 1525-1536 – 1er : Henry Fitzroy (1519-1536), comte de Nottingham et duc de Richmond. Fils illégitime d'Henry VIII.

## Comte de Somerset, troisième création (1613)
- 1613-1645 – 1er : Robert Carr (vers 1590-1645). Favori de Jacques Ier d'Angleterre.

## Duc de Somerset, cinquième création (1547)
- 1547-1552 – 1er : Edward Seymour (vers 1500-1552). Frère de Jeanne Seymour, troisième épouse d'Henri VIII ;
- 1660     – 2e : William Seymour (1588–1660). Arrière-petit-fils du précédent ;
- 1660-1671 – 3e : William Seymour (1654-1671). Petit-fils du précédent ;
- 1671-1675 – 4e : John Seymour (avant 1646-1675). Fils du 2e duc ;
- 1675-1678 – 5e : Francis Seymour (1658-1678). Petit-neveu du 2e duc ;
- 1678-1748 – 6e : Charles Seymour (1662-1748). Frère du précédent ;
- 1748-1750 – 7e : Algernon Seymour (1684-1750). Fils du précédent ;
- 1750-1757 – 8e : Edward Seymour (1701-1757). Cousin éloigné du précédent ;
- 1757-1792 – 9e : Edward Seymour (en) (1717-1792). Fils du précédent ;
- 1792-1793 – 10e : Webb Seymour (1718-1793). Frère du précédent ;
- 1793-1855 – 11e : Edward Adolphus Seymour (1775-1855). Fils du précédent ;
- 1855-1885 – 12e : Edward Adolphus St. Maur (1804-1885). Fils du précédent ;
- 1885-1891 – 13e : Archibald Henry Algernon Seymour (1810-1891). Frère du précédent ;
- 1891-1894 – 14e : Algernon Percy Banks St. Maur (1813-1894). Frère du précédent ;
- 1894-1923 – 15e : Algernon Seymour (1846-1923). Fils du précédent ;
- 1923-1931 – 16e : Edward Hamilton Seymour (1860-1931). Cousin éloigné du précédent ;
- 1931-1954 – 17e : Evelyn Francis Seymour (1882-1954). Fils du précédent ;
- 1954-1984 – 18e : Percy Hamilton Seymour (1910-1984). Fils du précédent ;
- depuis 1984 – 19e : John Michael Edward Seymour (né en 1952). Fils du précédent.

Son fils et héritier présomptif : Sebastian Edward Seymour, Lord Seymour (né en 1982)